# Estadio Atlético Mario Recordón

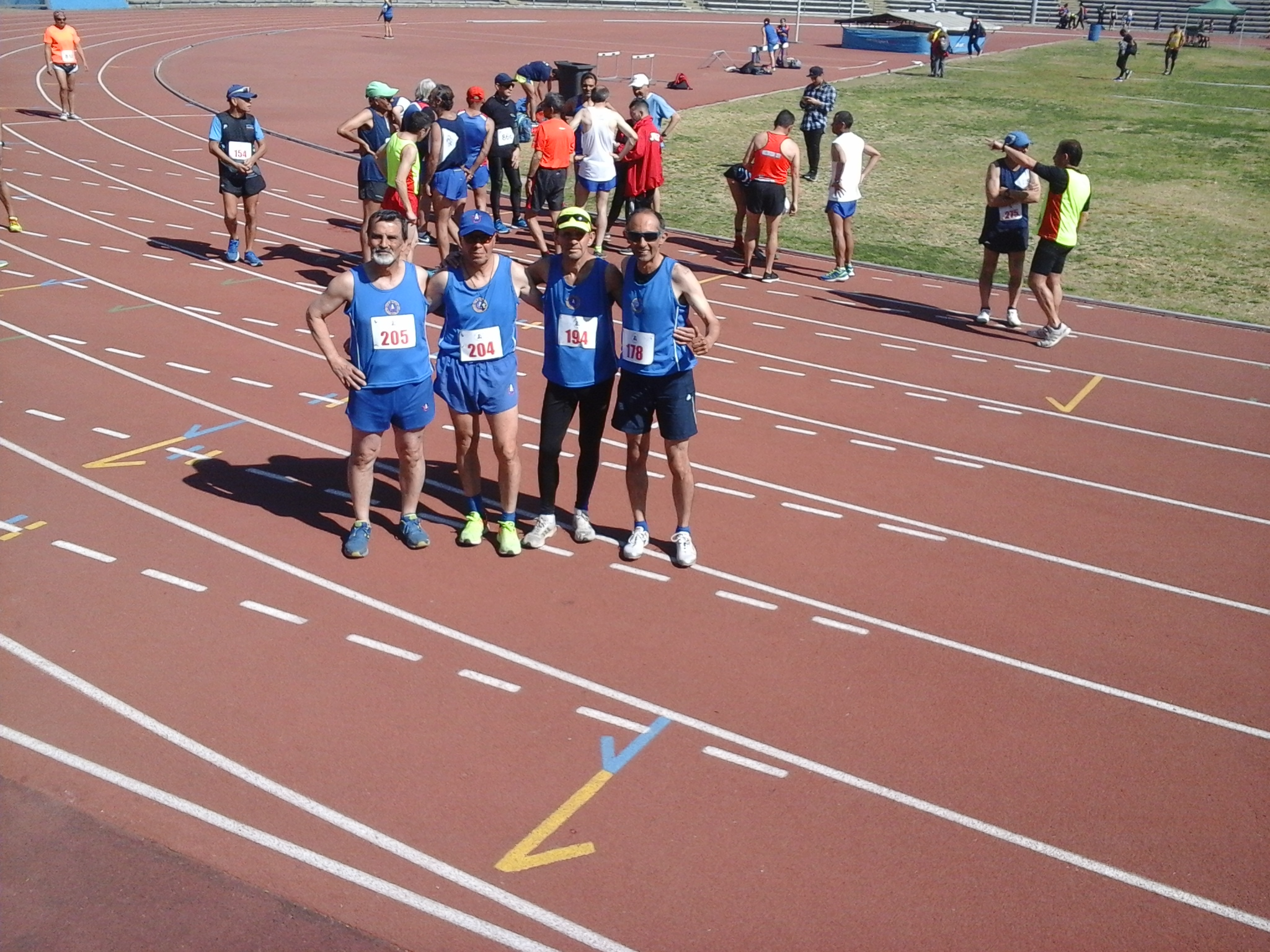
Corredores master azules de Chile 1500 (2019)

El Estadio Atlético Mario Recordón, también conocido como Pista Atlética del Estadio Nacional, es un recinto deportivo ubicado en el parque de la Ciudadanía, a un costado del Estadio Nacional, en la comuna de Ñuñoa, ciudad de Santiago, Chile. Fue creado a fines de los años 1960 y lleva el nombre del atleta y arquitecto Mario Recordón.
El recinto cuenta con una pista atlética de 400 metros, ocho andariveles y una capacidad de 5500 espectadores sentados; para conciertos, su capacidad es de 25 000 espectadores. Se suelen hacer varios espectáculos artísticos y conciertos en sus dependencias.

## Reconstrucción
La Antigua pista Mario Recordón fue completamente reconstruida con miras a los Juegos Panamericanos de 2023. El nuevo estadio incluye una segunda pista techada bajo la tribuna principal y pasó denominarse Centro Atlético Mario Recordón. El recinto fue reabierto en noviembre de 2023.
Fue utilizada para la preparación de los atletas previo a la competencias de atletismo en el Coliseo Central del Estadio Nacional, mientras que fue la sede principal para el paraatletismo en los Parapanamericanos Santiago 2023.